# Бушвиц
Бушвиц (нем. Buschvitz) — община в Германии, в земле Мекленбург-Передняя Померания.
Входит в состав района Рюген. Подчиняется управлению Берген ауф Рюген. Население составляет 247 человек (2009); 250 в 2003 году. Занимает площадь 10,14 км².